# Paul Häberlin
Paul Häberlin (* 17. Februar 1878 in Kesswil; † 29. September 1960 in Basel) war ein Schweizer Philosoph, Psychologe und Pädagoge.

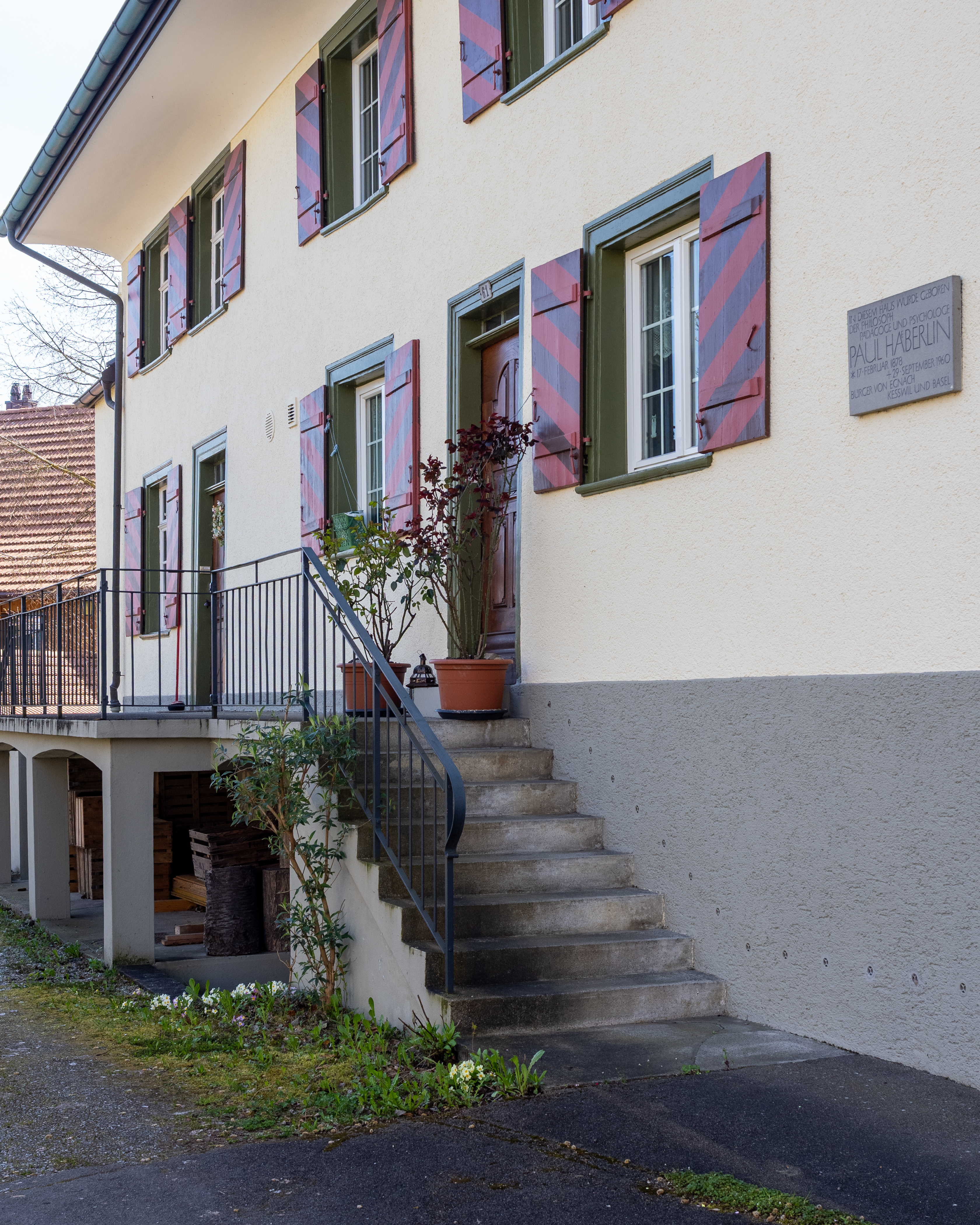
Geburtshaus in Kesswil TG

## Leben
Paul Häberlin war der Sohn des Lehrers Jakob Häberlin und Sophie, geb. Bär. Er studierte Theologie an den Universitäten Basel, Göttingen und Berlin. Während seines Studiums in Göttingen wurde er 1899 Mitglied der Schwarzburgbund-Verbindung Burschenschaft Germania. Nach der Promotion sowie Ordination war Häberlin zunächst als protestantischer Pfarrer in Schaffhausen tätig. Nach der Lektüre von Immanuel Kant wandte er sich vom Pfarrerberuf ab, um in einem Zweitstudium Philosophie, Naturwissenschaft und Psychologie zu studieren. Er erwarb das Lehrer-Diplom für die Mittelstufe in Naturwissenschaften und Mathematik und wurde 1903 in den Fächern Philosophie, Botanik und Zoologie promoviert.
Nach seiner Lehrtätigkeit an einer Realschule in Basel wurde er im Jahr 1904 zum Direktor des Lehrerseminars in Kreuzlingen ernannt. Während dieser Zeit heiratete er die Malerin Paula Baruch (1882–1968), aus der Ehe stammten drei Töchter. In Kreuzlingen begann die lebenslange Freundschaft mit dem Psychiater Ludwig Binswanger.
Ab 1908 lehrte Häberlin als Privatdozent an der Universität Basel, ab 1912 as Professor in Bern und ab 1922 als Professor in Basel auf einem Lehrstuhl für Philosophie, Psychologie und Pädagogik bis zu seiner Emeritierung 1948.
Häberlin war Initiant der Schweizerischen Philosophischen Gesellschaft und ein wesentlicher Förderer der «Stiftung Lucerna». Er war gut bekannt mit dem Psychiater und Psychologen Carl Gustav Jung, sie waren beide in der Gemeinde Kesswil aufgewachsen. Häberlins 1917 als drittes Kind geborene Tochter Annemarie wurde Psychologin.
Der Nachlass befindet sich in der Handschriftenabteilung der Öffentlichen Universitätsbibliothek Basel.

## Position
Häberlin gilt als philosophischer Anthropologe und als Vertreter der Existenzphilosophie. Er entwickelte mit seiner «Philosophie des großen Ja» eine eigenständige Position, in der er den Glauben mit der Zuwendung zur Welt verband. Seine Grundfragen waren die nach dem Verhältnis des Individuums zum Seienden (Ontologie) und der Möglichkeit der Selbsterfahrung (Anthropologie).

## Werke (Auswahl)
- Herbert Spencers „Grundlegung der Philosophie“. Leipzig 1908.
- Wissenschaft und Philosophie. Ihr Wesen und Verhältnis. Band 1: Wissenschaft. Kober, Basel 1910.
- Wissenschaft und Philosophie. Ihr Wesen und Verhältnis. Band 2: Philosophie. Kober, Basel 1912.
- Das Ziel der Erziehung. Basel 1917.
- Grundfragen der Erziehung. 1920.
- Leib und Seele. 1920.
- Über die Strafe in der Erziehung. 1922.
- Das Wesen der Religion. 1922.
- Eltern und Kinder. 1922.
- Psychologie der Kinderfehler. 1922.
- Das Ziel der sittlichen Erziehung. 1923.
- Der Geist und die Triebe. Eine Elementarpsychologie. Kober, Basel 1924.
- Das Ziel der Erziehung. 1925.
- Der Charakter. 1925.
- Über die Ehe. 1925.
- Das Gute. Basel, 1926.
- Das Geheimnis der Wirklichkeit. Kober, Basel 1927.
- Freundschaft. 1927.
- Die Suggestion. Kober, Basel/Leipzig 1927.
- Ich und Du. 1928.
- Allgemeine Ästhetik. Kober, Basel/Leipzig 1929.
- Das Wunderbare. Zwölf Betrachtungen über die Religion. Schweizer Spiegel, Zürich 1930.
- Philosophie als Abenteuer des Geistes. 1930.
- Über das Gewissen. 2. Auflage. 1930.
- Das Wesen der Philosophie. Eine Einführung. München 1934.
- Wider den Ungeist. Eine ethische Orientierung. Zürich 1935.
- Leitfaden der Psychologie. 1937.
- Naturphilosophische Betrachtungen. (Band 1: Einheit und Vielheit. 1939; Band 2: Sein und Werden. 1940).
- Statt einer Autobiographie. 1959.
- Der Mensch. Eine philosophische Anthropologie. 1941.
- Ethik im Grundriss. 1946.
- Logik im Grundriss. 1947.
- Minderwertigkeitsgefühle. Wesen, Entstehung, Verhütung, Überwindung. Zürich 1947.
- Philosophia Perennis. 1952.
- Aus meinem Hüttenbuch. 1956.
- Leben und Lebensform. Prolegomena zu einer universalen Biologie. 1957.
- Statt einer Autobiographie. 1959.
- Das Böse. Ursprung und Bedeutung. 1960.